# Bembina flavotriangulata
Bembina flavotriangulata är en fjärilsart som beskrevs av M.Gaede 1932. Bembina flavotriangulata ingår i släktet Bembina och familjen tofsspinnare. Inga underarter finns listade i Catalogue of Life.